# أذن الفأر العقربي
أذن الفأر العقربي أو عين هدهد (الاسم العلمي:Myosotis scorpioides) هو نوع من النباتات يتبع جنس أذن الفأر من الفصيلة الحمحمية. أناغلس (الاسم العلمي Myosotis scorpioides)، نبات ذو صنفين مختلفين في لونهما، الأول لازوردي اللون ويقال له الأنثى والثاني أحمر اللون ويقال له الذكر. وأحمر اللون معروف باسم أناغالس حقلي.

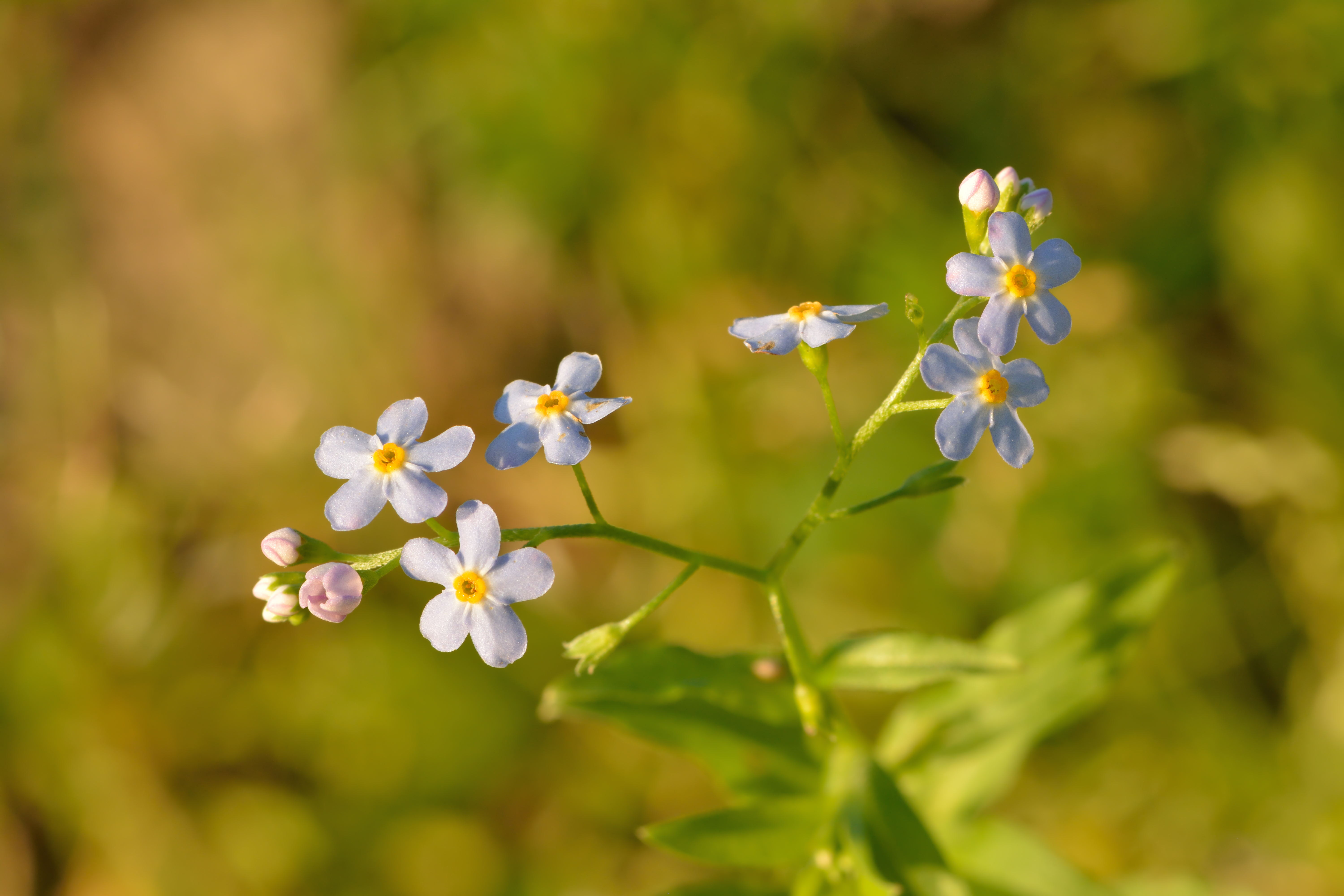
أناغلس لازوردي

## الاسم الشائع
- عين العصفورة
- عين الجمل
- آذان الفأر النبطي
- حشيشة الحلمة
- عشبة العلق

## الموطن
نبات شبه عالمي ولكنه يكثر في كل من لبنان وسوريا وفلسطين والأردن ومصر وجزائر وليبيا وتونس. ينمو في الأماكن الرملية.

## وصفه
ينمو على شكل شجيرات منبسطة على الأرض، وهو نبات حولي أجرد، له أوراق متقابلة كاملة وأزهار إيطية منفردة.

## في الطب القديم
استعمل قديما كعقار لداء الكلب.

## المواد الفعّالة
يحتوي على (غلوكوسيد) مما يجعله مسما. بالإضافة لاحتوائه على أملاح البوتاسيوم.

## معرض صور

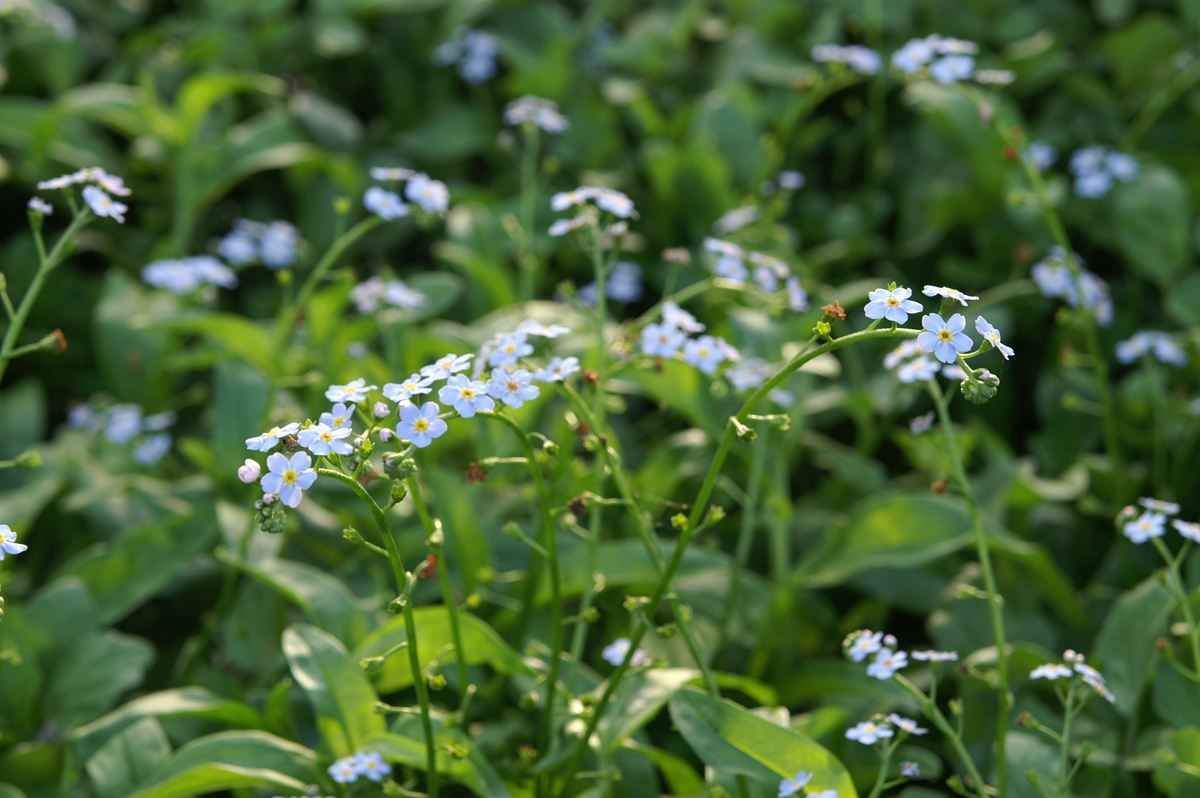
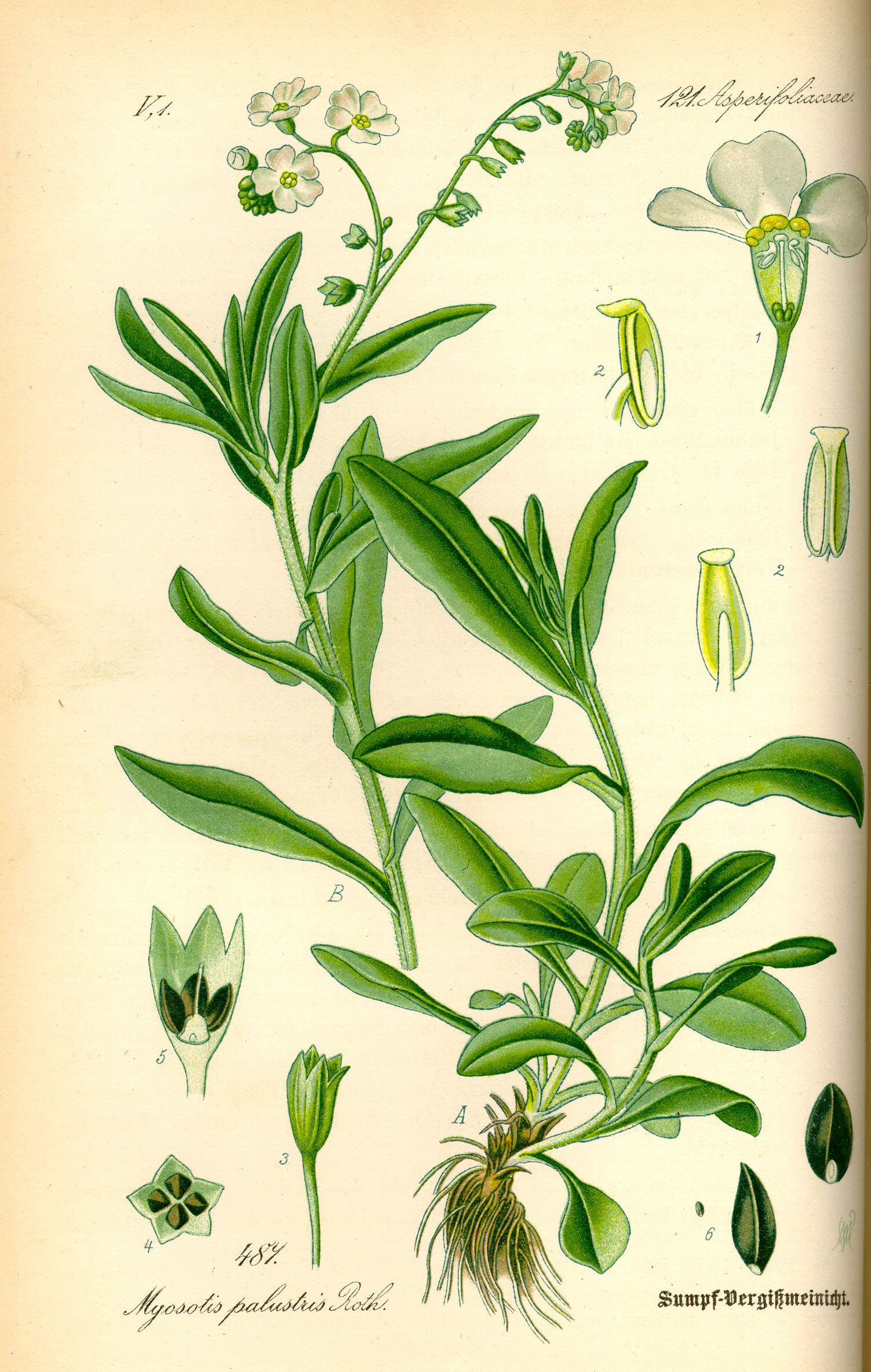
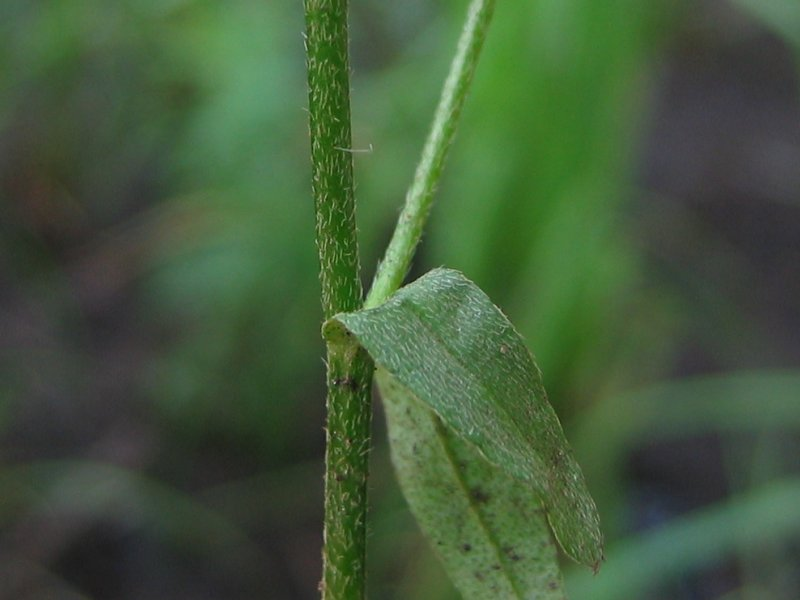
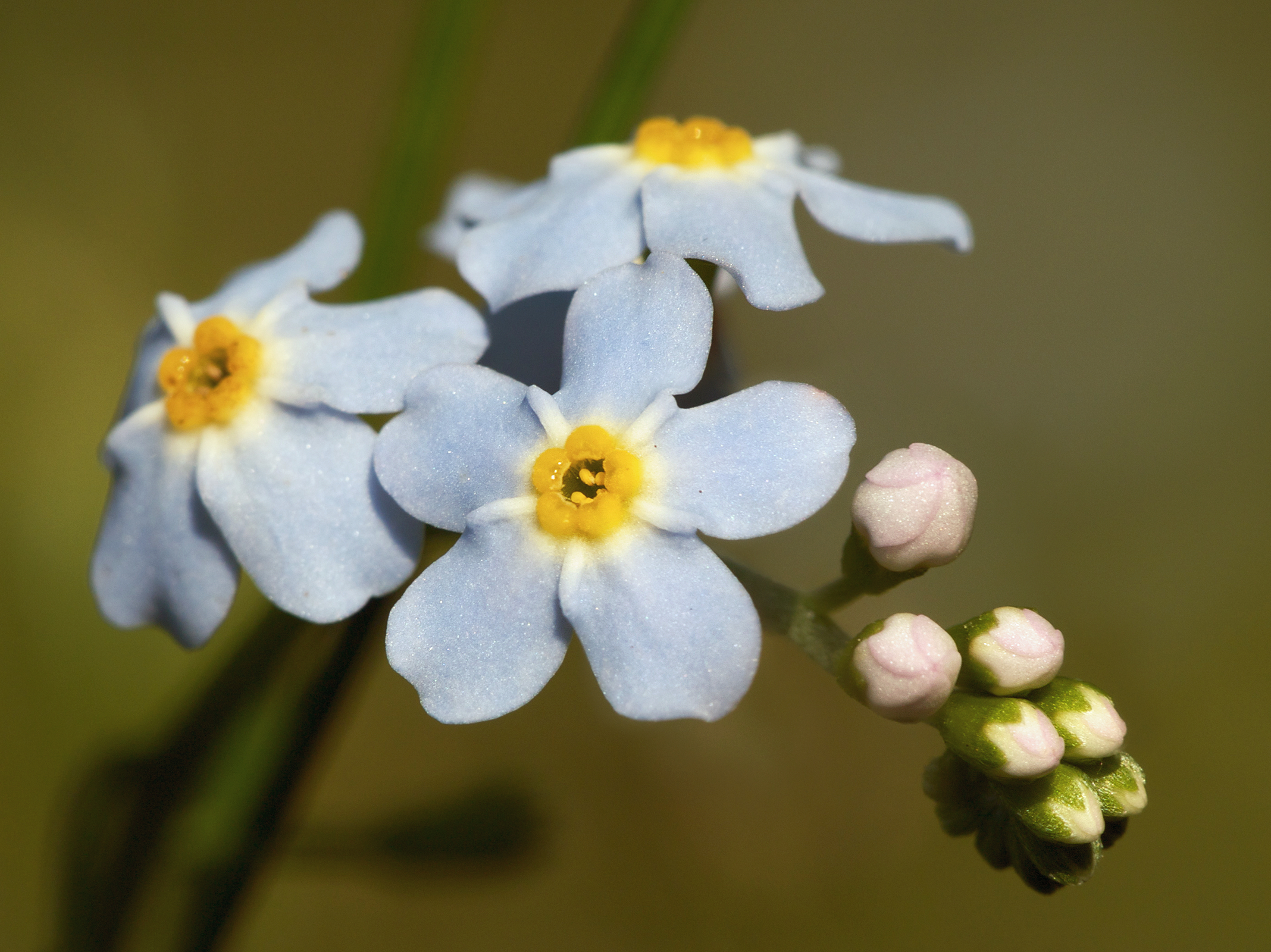